# Pani Mikołajowa

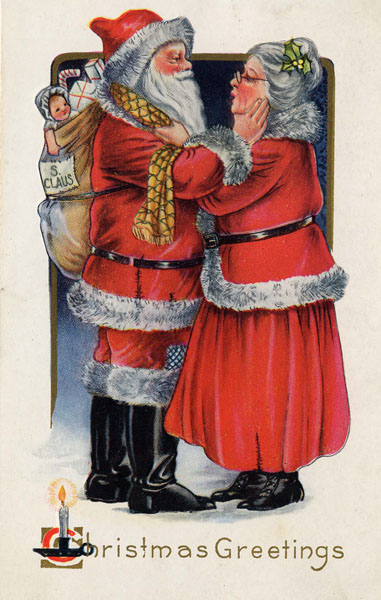
Pocztówka z panią Mikołajową (1919)

Pani Mikołajowa – żona Świętego Mikołaja. Zgodnie ze świąteczną tradycją wspólnie z elfami wypieka herbatniki oraz pomaga Mikołajowi w przygotowywaniu zabawek dla dzieci, a także rozdaje prezenty dla najgrzeczniejszych dzieci. Jej imię jest tajemnicą, chociaż bywa nazywana Mary, Jessica, Layla, Annette, Emma albo Marta.
Jej postać jest literackim wytworem Jamesa Reesa (1849), a spopularyzował ją wiersz Goody Santa Claus on a Sleigh Ride (1889) Katharine Lee Bates. Od tego czasu pani Mikołajowa zaczęła pojawiać się w opowiadaniach, filmach i telewizji.

## Pochodzenie
Żona Świętego Mikołaja po raz pierwszy została wspomniana w krótkim opowiadaniu Jamesa Reesa, A Christmas Legend (1849). Historia opowiada o starszym mężczyźnie oraz jego żonie, którzy w Wigilię Bożego Narodzenia udzielają schronienia strudzonym podróżnikom. Następnego dnia rano dzieci wędrowców znajdują w domu mnóstwo prezentów, a para ujawnia, że nie są tymi, za których ich wzięto, czyli Świętym Mikołajem oraz jego żoną. Okazuje się, że to ich dawno nie widziana córka i jej mąż w przebraniu. W wierszu pani Mikołajowa ma na imię Gertruda, ale używa imienia Jessica.
W 1851 na stronach Yale Literary Magazine po raz pierwszy pani Mikołajowa została wspomniana z nazwiska. Autorem tego tekstu był student, który podał jedynie swoje inicjały A.B.
Przelotnie do pani Claus odniesiono się też w eseju zamieszczonym w czasopiśmie Harper’s Magazine w 1862 oraz w komicznej powieści The Metropolites (1864) Roberta St. Clara. Pojawia się tam jako kobieta w ubrana w wysokie kozaki, tuzin krótkich czerwonych halek oraz duży, stary słomiany beret.
Kobieta, która może być panią Mikołajową pojawia się także w książce dla dzieci Lill in Santa Claus Land and Other Stories napisanej przez Ellis Towne, Sophie May i Ella Farman, a opublikowanej w 1878 w Bostonie.
Największą popularność pani Mikołajowej przyniósł wiersz Katharine Lee Bates, Goody Santa Claus on a Sleigh Ride (1889). W wierszu tym Pani Claus udaje się ze Świętym Mikołajem w wigilijną podróż i pomaga mu w dostarczaniu prezentów. W czasie, gdy Mikołaj roznosi podarki, ona zajmuje się reniferami. W końcu postanawia sama uszczęśliwić jakieś dziecko i błaga Mikołaja, żeby pozwolił jej zejść przez komin. Ten niechętnie się na to zgadza. W domu jednego z biednych dzieci pani Claus ceruje podartą pończochę i zostawia świąteczne prezenty. Następnie razem z Mikołajem wraca do domu i stwierdza, że jest bardzo szczęśliwa, że mogła pomóc.

## W mediach

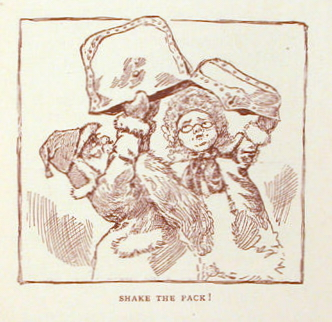
Ilustracja z wiersza Goody Santa Claus on a Sleigh Ride

Od 1889, czyli od czasu wydania wiersza Bates, pani Mikołajowa zaczęła być coraz częściej przedstawiana jako dość krępa, sympatyczna i siwowłosa kobieta, pozostająca w cieniu Św. Mikołaja.
W latach 60. postać pani Claus ponownie pojawiła się w mediach za sprawą Phyllis McGinley i jej książki dla dzieci How Mrs. Santa Claus Saved Christmas. Dzisiaj panią Mikołajową zwykle można zobaczyć w filmach animowanych, na świątecznych kartkach pocztowych, ozdobach choinkowych, przedstawieniach szkolnych, paradach oraz w domach towarowych. Często przedstawiana jest jako spokojna, życzliwa i cierpliwa osoba, będąca niejednokrotnie przeciwieństwem Świętego Mikołaja, który bywa zbyt energiczny.

### Literatura
- Mrs. Santa Claus, Militant, Bell Elliott Palmer, 1914
- Wielka przygoda pani Mikołajowej (The Great Adventure of Mrs. Santa Claus), Sarah Addington i Gertrude A. Kay, 1923
- The Story of Santa Claus and Mrs. Claus and The Night Before Christmas, Alice i Lillian Desow Holland, 1946
- Jak pani Mikołajowa uratowała święta (How Mrs. Santa Claus Saved Christmas), Phyllis McGinley, 1963
- Pani Mikołajowa (Mrs. Santa Claus), Penny Ives, 1993
- A Bit of Applause for Mrs. Claus, Jeannie Schick-Jacobowitz, 2003
- Historia pani Mikołajowej (The Story of Mrs. Santa Claus), Bethanie Tucker i Crystal McLaughlin, 2007
- Mrs. Claus Takes A Vacation, Linas Alsenas, 2008
- What Does Mrs. Claus Do?, Kate Wharton i Christian Slade, 2008

### Filmy
- Pierwszy filmem, w którym pojawiła się pani Mikołajowa był Święty Mikołaj wyrusza na podbój Marsa (1964) z Doris Rich.
- W 1984 w filmie The Night They Saved Christmas, June Lockhart wcieliła się w żonę Św. Mikołaja, która opiekowała się dziećmi odwiedzającymi biegun północny.
- W filmie Santa Claus: The Movie (1985) Judy Cornwell zagrała ważną rolę pani Mikołajowej.
- W 1993 w filmie Miasteczko Halloween, pani Claus przygotowuje drugie śniadanie swojemu mężowi.
- W filmie Pani Mikołajowa (Mrs. Santa Claus) z 1996 tytułową rolę zagrała Angela Lansbury.
- W filmie animowanym Rudolf czerwononosy renifer (Rudolph the Red-Nosed Reindeer: The Movie) z 1998, głos Pani Mikołajowej podłożyła Debbie Reynolds.
- W filmach Śnięty Mikołaj 2 (2002) oraz Śnięty Mikołaj 3: Uciekający Mikołaj z Timem Allenem w panią Mikołajową wcieliła się Elizabeth Mitchell.
- W 2007 Miranda Richardson zagrała panią Mikołajową w filmie Fred Claus, brat świętego Mikołaja.
- W filmach Kronika świąteczna (The Christmas Chronicles) z 2018 i Kronika świąteczna 2 (The Christmas Chronicles 2) z 2020 w rolę pani Mikołajowej wcieliła się Goldie Hawn.
- W 2021 w filmie Dawid i elfy rolę pani Mikołajowej zagrała Monika Krzywkowska[7].